# دنیس میروشنچنکو
دنیس میروشنچنکو (اوکراینی: Денис Андрійович Мірошніченко؛ زادهٔ ۱۱ اکتبر ۱۹۹۴) بازیکن فوتبال اهل اوکراین است.
از باشگاه‌هایی که در آن بازی کرده‌است می‌توان به باشگاه فوتبال کریفباس کریفیی ریه، باشگاه فوتبال دنیپرو، و باشگاه فوتبال کارپاتی لویو اشاره کرد.
وی همچنین در تیم‌های ملی فوتبال Ukraine national under-19 football team، زیر ۲۰ سال اوکراین، و زیر ۲۱ سال اوکراین بازی کرده‌است.